# 南京赛珍珠故居

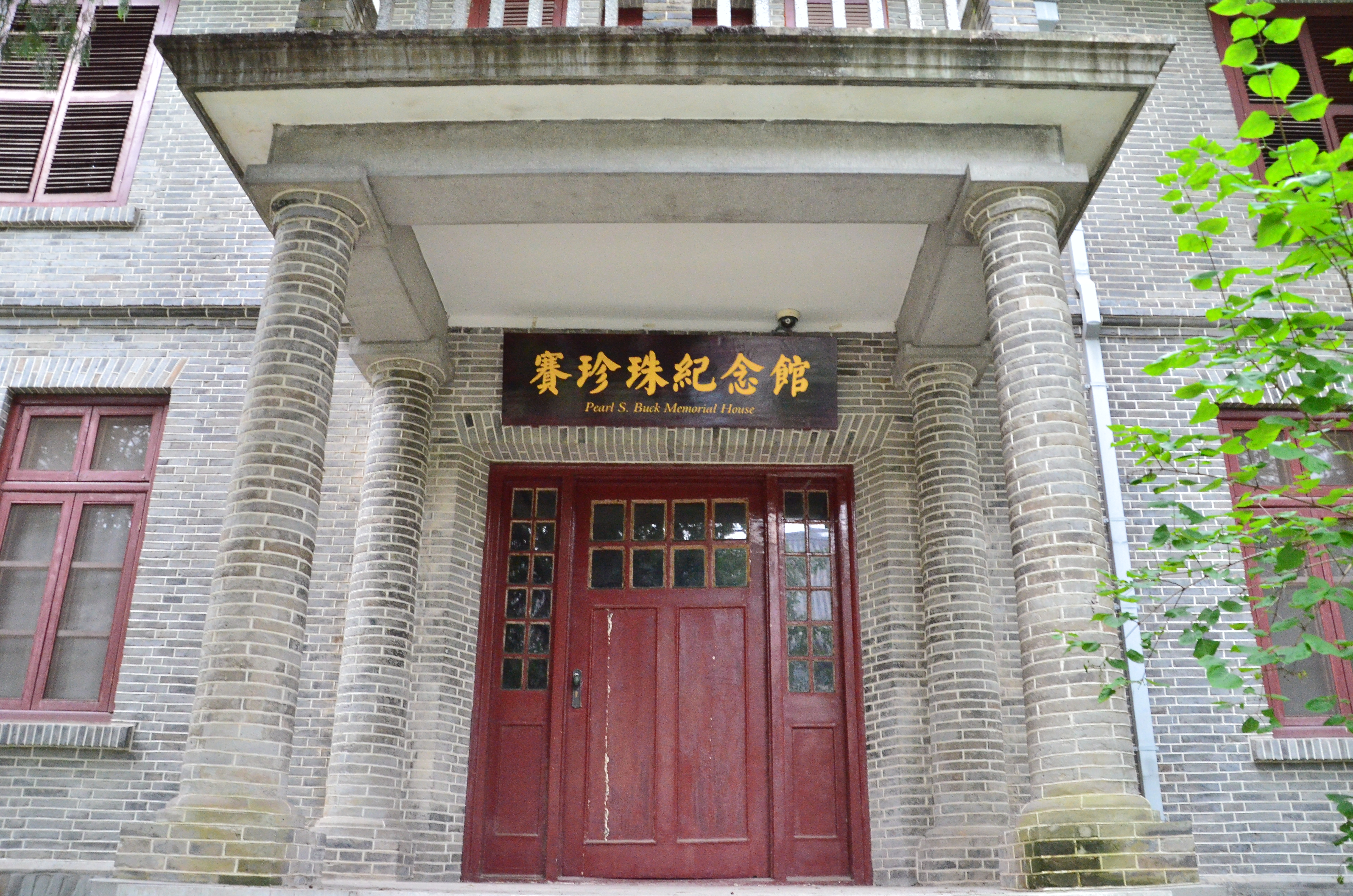
赛珍珠纪念馆

南京赛珍珠故居位于南京市鼓楼区南京大学北园内，是美国作家赛珍珠（Pearl S. Buck）在南京的故居，为两层砖混结构的洋楼。

## 历史
1919年起，赛珍珠和她的丈夫、农业经济学家约翰·洛辛·布克（John Lossing Buck）及家人居住于此，直至1934年。在这里度过的十多年间，她完成了处女作《放逐》和后来获得诺贝尔文学奖的小说《大地》等许多作品。
1998年，美国前总统乔治·赫伯特·沃克·布什探访了赛珍珠故居。两年后的2000年5月，南京大学正式给赛珍珠故居挂牌，赛珍珠国际基金会 （页面存档备份，存于）主席梅瑞狄斯·理查森女士、赛珍珠曾就读的美国伦道夫·梅肯女子学院的院长夫妇率领的代表团出席了揭幕典礼。2012年5月19日，南京大学110周年校庆之际，南京大学“赛珍珠纪念馆”正式揭牌，赛珍珠故居修缮后首次面向公众开放。